# 닛폰 방송
닛폰방송은 1954년 7월 15일 간토광역권의 중파라디오 방송국으로 개국했다.
라디오 네트워크 NRN의 중심국이며 약칭은 콜사인 끝에서 따온 LF, 콜사인은 JOLF이다.

## 연혁
- 1953년 12월 23일 - 일본방송 주식회사로서 예비 면허 취득.
- 1954년(쇼와 29)
  - 1월 21일 - 일본방송 주식회사를 주식회사 닛폰방송으로 개칭.
  - 4월 23일 - 설립 총회를 거쳐 주식회사 닛폰방송설립.
  - 7월 7일 - 본면허 취득.
  - 7월 15일 - 일본 36번째 , 도쿄에서 3번째 중파 라디오방송 개시.주파수 1310KC(kHz와 동의), 출력 50 kW, 약칭 NBS
- 1957년 11월 - 도쿄 지구 텔레비전 면허 할당에 따라 분카 방송과 같이 후지 TV를 설립.
- 1958년 - 분카방송과 공동으로 스테레오 실험 방송을 실시.
- 1959년 3월 - 24시간 방송 개시.
- 1962년 11월 - 일본에서 최초로 방송국 외부 스튜디오를 오다큐백화점 신주쿠 점에 개설.
- 1965년 5월 3일 - 분카방송과 공동으로 전국민영라디오 방송국 31사가 가맹한 NRN 발족.
- 1967년 10월 1일 - 지금도 방송되고있는 「올나이트 니폰」이 방송 개시.그리고 약칭을LF로 변경.(NBS라는 약칭은 현재나가노방송에서 사용)
- 1971년 11월 - 주파수를 1240kHz로 변경.동서냉전 시대의 한가운데, 소련국영 모스크바 방송이 일본을 향해 1250kHz로 방송을 개시함에 따라 모스크바 방송 수신을 방해하기 위해 바꾸었다는 설이 있지만 실제로는 대출력국 국제 조정등의 결과 사용할 수 있는 주파수가 이 주파수밖에 없어서 이 주파수를 사용했다고 한다.
- 1975년 - 자선 라디오 프로그램 방송 시작
- 1978년 11월 23일 - ITU(국제 전기통신 연합)의 결정으로 주파수 대역이 9kHz 간격으로 바뀌면서 이날 오전 5시부터 주파수를 1242kHz로 변경되었고 동시에 출력을 100kW로 늘렸다.
- 1986년 4월 1일 - 후지산케이 그룹 통일 CI도입을 계기로 로고·마크를 현재의 「눈마크」로 변경.
- 1992년 3월 15일 - 오전 9시부터 AM스테레오 방송 본방송 개시
- 1996년 12월 2일 - 도쿄 증권거래소 제2부에 주식을 상장.
- 2000년 12월 1일 - 닛폰방송이 관리하는 BS후지의 BS라디오 방송국「LFX488」 방송 개시.
- 2003년 10월 10일 - FM 도쿄,제팬 에프엠 네트워크와 공동으로 지상 디지털 라디오 실용화 시험 방송 「Digital Radio 98 The Voice」를 개시.
- 2005년 7월 28일 - 닛폰방송 주식 도쿄 증권거래소 상장폐지.
- 2005년 9월 1일 - 후지 TV와 주식 교환을 실시하면서 후지 TV에 의한 닛폰방송 완전 자회사화 완료.
- 2005년 10월 3일 - 팟캐스팅을 통한 인터넷 라디오 방송 시작
- 2006년 3월 31일 - BS후지의 BS디지털 라디오 방송종료에 따라 「LFX488」의 방송이 종료.
- 2006년 10월 1일 - 지상 디지털 라디오 실용화 시험 방송의 채널이, 9501 채널(애칭 mudigi)로 이동.
- 2008년 10월 1일 - 후지 TV 지주회사화에 의해 후지·미디어·홀딩스의 완전 자회사가 된다.
- 2014년 9월 3일 - 총무성에서 FM 보완중계국 예비면허 부여. 주파수 93.0MHz, 출력 7kW.
- 2015년 12월 7일 - FM 보완 방송 시작
- 2017년 10월 2일 - 자사 대표 심야 방송 올 나이트 닛폰이 방송 50주년을 맞이함.

## 주파수
| 송신소               | 주파수  | 출력  | 콜사인 | 비고                 |
| -------------------- | ------- | ----- | ------ | -------------------- |
| 키사라즈 송신소      | 1242kHz | 100kW | JOLF   |                      |
| 스미다 FM 보완중계국 | 93.0Mhz | 7kw   | -      | AM 방송국과 동시방송 |

## 보충서술
- 약칭은 콜사인에서 따온 LF지만 회사설립 당시부터 1967년 9월 30일까지 사용한 약칭은 NBS로 지금은 나가노현의민영 방송국인 나가노 방송에서 사용하고 있다.
- 원래 후지 TV의 모회사였으나, 2005년 1월 17일부터 후지 TV에 의한 자회사화를 목적으로 주식구매를 시작했고 그 해 9월 1일을 기해 후지 TV의 자회사가 되었다.
- 민영 방송국으로는 드물게 기미가요를 방송하고 있으며 1998년 3월까지 매일 방송 시작시(24시간 방송이후 방송 기점 시간)방송했지만 98년 4월 이후 월요일과 토요일 이른 아침에만 방송하고 있다.
- 미나미간토 지방의 광고를 많이 방송한다.(반대로 분카 방송과 TBS 라디오는 기타간토 지역 광고를 많이 방송한다.)
- 프로야구나 경마를 관란하는 관중을 '고객'이라고 부르는 습관이 있다.
- 시간대에 따라 청취자 층을 나눠 방송하는 전략을 일본에서 처음으로 도입했다.
- 일본 중파 라디오 방송국에서는 최초로 라디오카(라디오중계차)를 도입했다.

## 도쿄도에 있는 다른 방송국

### 텔레비전 방송국
- NHK 방송 센터(라디오 겸영)
- 도쿄 방송(TBS)(JNN 중심방송국, 라디오는 현재 TBS 라디오 & 커뮤니케이션즈로 분사화)
- TV 아사히(EX)(ANN 중심방송국)
- 후지 TV(CX)(FNN·FNS 중심방송국)
- 닛폰 TV 방송망(NTV)(NNN·NNS 중심방송국)
- TV 도쿄(TX)(TXN 중심방송국)
- 방송대학학원(독립 텔레비전 방송국,민간 비영리 방송국)
- TOKYO MX(독립 텔레비전 방송국)

### 라디오 방송국
- 분카 방송(QR, NRN 계열)
- TBS 라디오 & 커뮤니케이션즈(TBS, JRN 계열)
- FM도쿄(JFN 계열, 도쿄도만 방송구역)
- J-WAVE(JAPAN FM LEAGUE 계열, 도쿄도만 방송구역)
- FM인터웨이브(MegaNet 계열, 도쿄도 주변 일부지역이 방송구역에 포함)